# Wujiazhai-Eisenbahnbrücke
Die Wujiazhai-Eisenbahnbrücke (chinesisch 五家寨铁路桥, Pinyin Wǔjiāzhài tiělù qiáo), auch „Wujiazhai-Ren (Mensch)-Schriftzeichen-Brücke“ der Yunnan-Vietnam-Bahn (滇越铁路五家寨人字桥,  Diān-Yuè Tiělù Wǔjiāzhài Rénzìqiáo) oder Fischgrätebrücke genannt, in Frankreich als Pont sur le Faux Nam-Ti oder Viaduc de Fausse-Nam-Ti bezeichnet, ist eine Eisenbahnbrücke der Yunnan-Bahn, die sich im Kreis Pingbian im Bezirk Honghe der Provinz Yunnan befindet. Sie gilt als markantestes Bauwerk der Yunnan-Bahn und steht seit 2006 unter Denkmalschutz.

## Geschichte
Nachdem der Chinesisch-Französische Krieg beendet war, plante Frankreich den Bau der Yunnan-Bahn zur Erschließung des von China abgetretenen nördlichen Teils von Vietnam. Die Brücke im schwierigen Gelände wurde aufgrund von 1904 erstellten Fotos geplant. Es galt die 70 m breite Schlucht des Sicha He (四岔河), eines Nebenflusses des Nanxi He (französisch Namti bzw. Nami-ti), zu überqueren, wobei die Brücke mit 67 m Spannweite auf einer Höhe von 100 m über dem Talboden zu liegen kam und beidseitig direkt an Tunnel anschließt. Von den vielen eingereichten Vorschlägen kamen acht in die engere Wahl, aus der der Vorschlag einer Fachwerkbrücke in Dreigelenkbogenbauweise von Paul-Joseph Bodin ausgewählt wurde. Gustave Eiffel, ein Schüler von Bodin, ging leer aus.

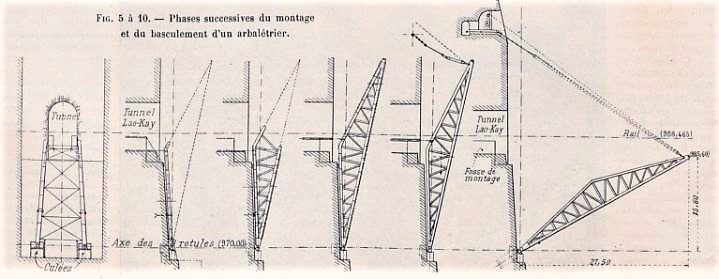
Montagevorgang der Brücke

Mit dem Errichten der Brücke wurde im März 1907 begonnen, Ende 1908 war sie fertiggestellt. Die Teile der Brücke wurden in Frankreich bei der Société de construction des Batignolles vorgefertigt. Damit sie im schwierigen Gelände zur Baustelle gebracht werden konnten, durfte jedes Bauteil höchstens 2,5 m lang sein und nicht mehr als 80 kg wiegen. Erst dadurch war es möglich, die Teile mit Saumtieren und Lastenträgern zur Baustelle zu transportieren. Eine besondere Herausforderung war der Transport der 355 m langen und fünf Tonnen schweren Ketten, die zum Aufrichten der beiden seitlichen Träger notwendig waren. Nachdem die Ketten in die Schlucht des Sicha He verbracht worden waren, wurden sie auf den Schultern von 200 Arbeitern in drei Tagen zur Baustelle transportiert. Die beiden schräg verlaufenden Träger wurden vom Tunnel aus aufgebaut. Zuerst wurde das Fußlager im Fels verankert, danach wurden die Träger in senkrechter Stellung montiert. Als diese fertiggestellt waren, wurden sie mithilfe der Ketten zur Mitte der Schlucht abgelassen und dort verbunden, danach wurde der Fahrbahnbalken der Brücke aufgebaut.

## Galerie

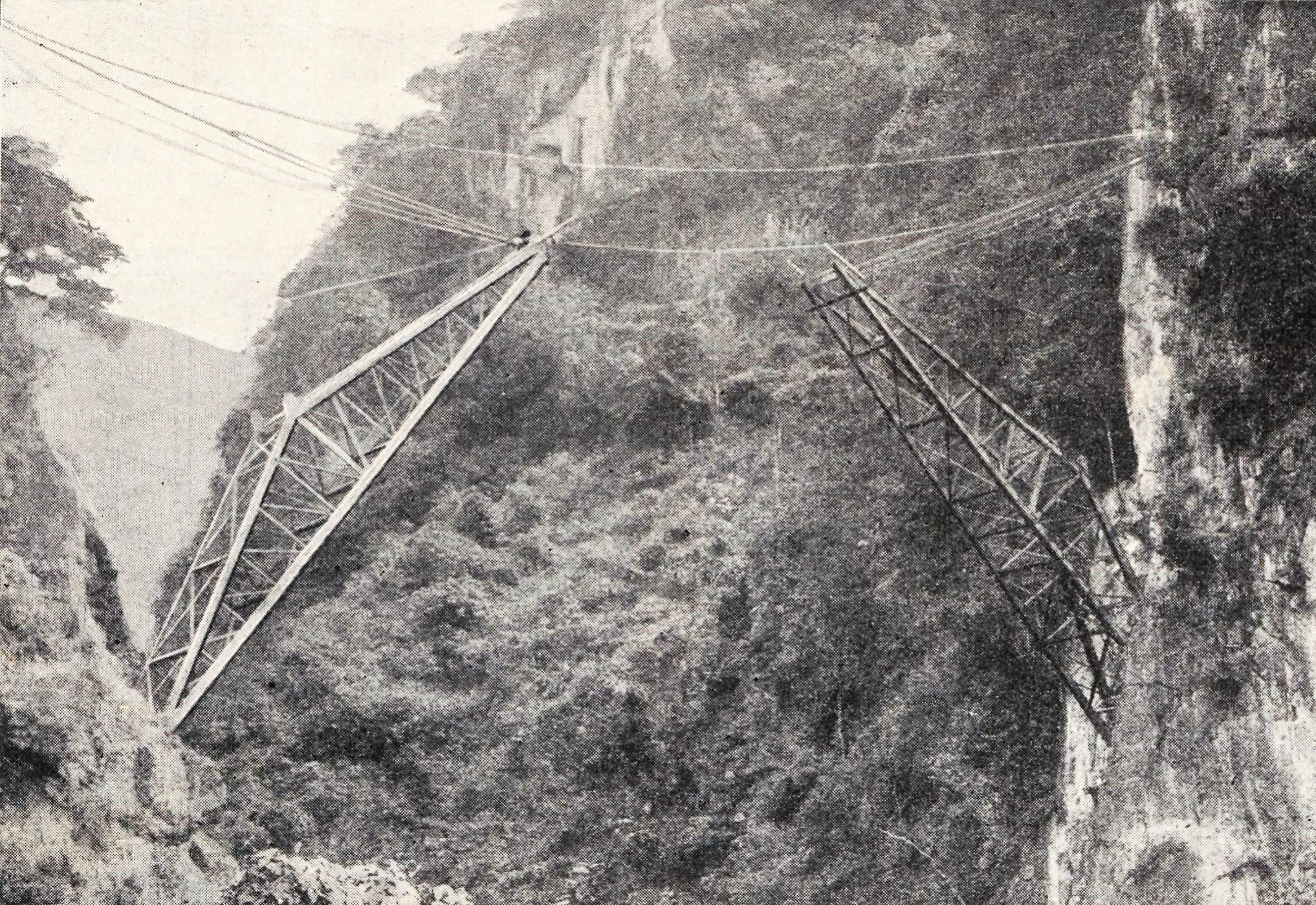
Ablassen der Strebträger während des Baus der Brücke
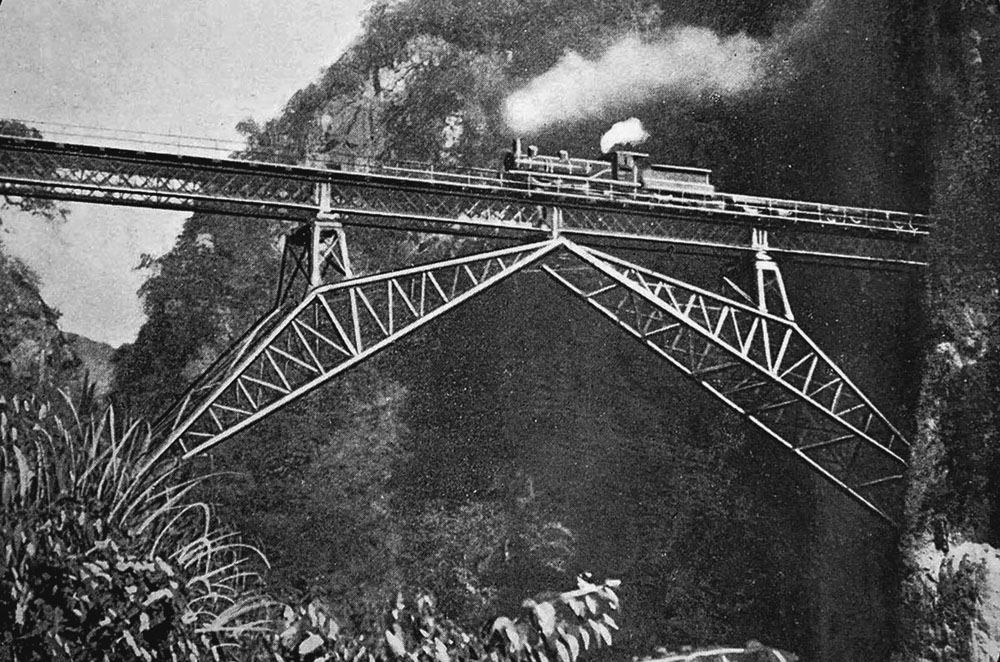
Ansicht der Brücke nach der Fertigstellung
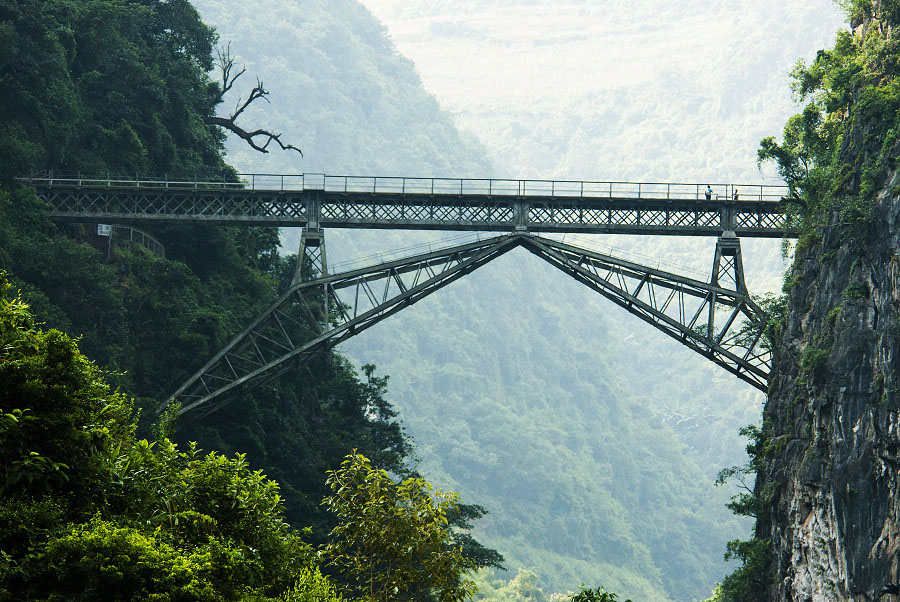
Brücke im September 2012